# جيوفري بينغهام
جيوفري بينغهام (بالإنجليزية: Geoffrey Bingham)‏ هو كاهن وكاتب أسترالي، ولد في 6 يناير 1919 في غولبرن في أستراليا، وتوفي في 3 يونيو 2009.